# Soldier (Kansas)
Soldier – miasto w Stanach Zjednoczonych, w stanie Kansas, w hrabstwie Jackson.